# 山口県道54号防府停車場線
山口県道54号防府停車場線（やまぐちけんどう54ごう ほうふていしゃじょうせん）は、山口県防府市を通る県道（主要地方道）である。

## 概要
JR山陽本線 防府駅と国道2号・国道262号を結ぶ。
認定当時（1954年11月16日山口県告示第761号）は三田尻停車場線となっていたが、その後三田尻駅が防府駅に改称した（1962年11月1日）ため現路線名に改称された（正式な改称時期は1977年）。
本路線はかつては防府市戎町1丁目だけを通る路線だったが、国道2号防府バイパスの全通（1988年12月）に伴う路線再編で現在の防府市高井まで延長された。延長部分はかつて国道2号と国道262号だった部分である。

### 路線データ
- 起点：防府市戎町1丁目・JR山陽本線防府駅てんじんぐち駅前広場
- 終点：防府市高井・沖高井交差点（国道2号 防府バイパス交点、国道262号終点、山口県道187号高井大道停車場線起点）

## 歴史
- 1993年（平成5年）5月11日 - 建設省から、県道防府停車場線が防府停車場線として主要地方道に指定される[1]。

## 路線状況

### 重複区間
- 山口県道184号三田尻港徳地線（防府市戎町1丁目・防府駅てんじんぐち交差点 - 防府市戎町1丁目・戎町交差点）
- 山口県道187号高井大道停車場線（防府市佐波2丁目・八王子交差点 - 防府市高井・沖高井交差点）
- 山口県道502号山口防府小郡自転車道線（防府市新橋町 - 防府市高井・沖高井交差点）

## 地理

### 通過する自治体
- 防府市

### 交差する道路
| 交差する道路 | 交差する場所            | 交差する場所                    |
| --- | ----------------------- | ------------------------------- |
| 山口県道184号三田尻港徳地線 重複区間起点 山口県道185号防府停車場向島線 山口県道186号防府停車場大藪線                         | 戎町（えびすまち）1丁目 | 防府駅てんじんぐち交差点 / 起点 |
| 山口県道184号三田尻港徳地線 重複区間終点                                                                                     | 戎町1丁目               | 戎町交差点                      |
| 山口県道186号防府停車場大藪線 山口県道187号高井大道停車場線 重複区間起点                                                     | 佐波2丁目               | 八王子交差点                    |
| 山口県道502号山口防府小郡自転車道線 重複区間起点 山口県道503号佐波川自転車道線                                               | 新橋町                  |                                 |
| 山口県道24号防府徳地線 | 高井                    | 新橋北詰交差点                  |
| 国道2号 / 防府バイパス 国道262号 山口県道187号高井大道停車場線 重複区間終点 山口県道502号山口防府小郡自転車道線 重複区間終点 | 高井                    | 沖高井交差点 / 終点             |

### 沿線にある施設など
- JR防府駅
- 防府市地域交流センターアスピラート
- ゆめタウン防府
- 防府市消防本部・防府市消防署